# Jiří Meisner
Jiří „Jíra“ Meisner (* 1960) je český hudebník, baskytarista, v letech 2001–2010 působící v brněnské skupině Kamelot.

## Osobní život
V roce 1983 spoluzakládal rockovou skupinu Krabat, od roku 1991 působil v bluegrassové skupině Druhá tráva, ze které v roce 2001 přešel do brněnského Kamelotu, kde byl členem do roku 2010.
Několikrát se stal baskytaristou roku Bluegrassové asociace České republiky. Od podzimu roku 2010 je stálým členem kapely Pozdní sběr - autorská muzika s vlivy rocku, country, folku, jazzu.